# Comuna Liubelea, Jovkva
Liubelea (în ucraineană Любеля) este o comună în raionul Jovkva, regiunea Liov, Ucraina, formată din satele Besidî, Kazumîn, Liubelea (reședința), Sosnîna, Zabrid și Zalozî.

## Demografie
Componența lingvistică a comunei Liubelea
     Ucraineană (99,88%)
     Alte limbi (0,12%)
Conform recensământului din 2001, majoritatea populației comunei Liubelea era vorbitoare de ucraineană (99,88%), existând în minoritate și vorbitori de alte limbi.